# Alan Kelly (football)
Pour les articles homonymes, voir Alan Kelly (homonymie) et Kelly.
Ne pas confondre avec l'arbitre de football Alan Kelly.
Alan Kelly est un footballeur irlandais né le 11 août 1968 à Preston. Il évoluait au poste de gardien de but.

## Carrière
- 1985-1992 : Preston North End  Angleterre
- 1992-1999 : Sheffield United  Angleterre
- 1999-2001 : Blackburn Rovers  Angleterre
- 2001 : Stockport County  Angleterre
- 2001 : Birmingham City  Angleterre
- 2001-2004 : Blackburn Rovers  Angleterre

## Palmarès
- 34 sélections et 0 but avec l'équipe d'Irlande.

## Sources
- (en) Stephen McGarrigle, The Complete who's who of Irish international football : 1945-1996, Edimbourg, Mainstream Publishing, octobre 1996, 237 p. (ISBN 1-85158-894-9), p. 105-106